# Valdera
 (signalé en mai 2025).
Si vous disposez d'ouvrages ou d'articles de référence ou si vous connaissez des sites web de qualité traitant du thème abordé ici, merci de compléter l'article en donnant les références utiles à sa vérifiabilité et en les liant à la section « Notes et références ».
- Archive Wikiwix
- Bing
- Cairn
- DuckDuckGo
- E. Universalis
- Gallica
- Google
- G. Books
- G. News
- G. Scholar
- Persée
- Qwant
- (zh) Baidu
- (ru) Yandex
- (wd) trouver des œuvres sur Wikidata

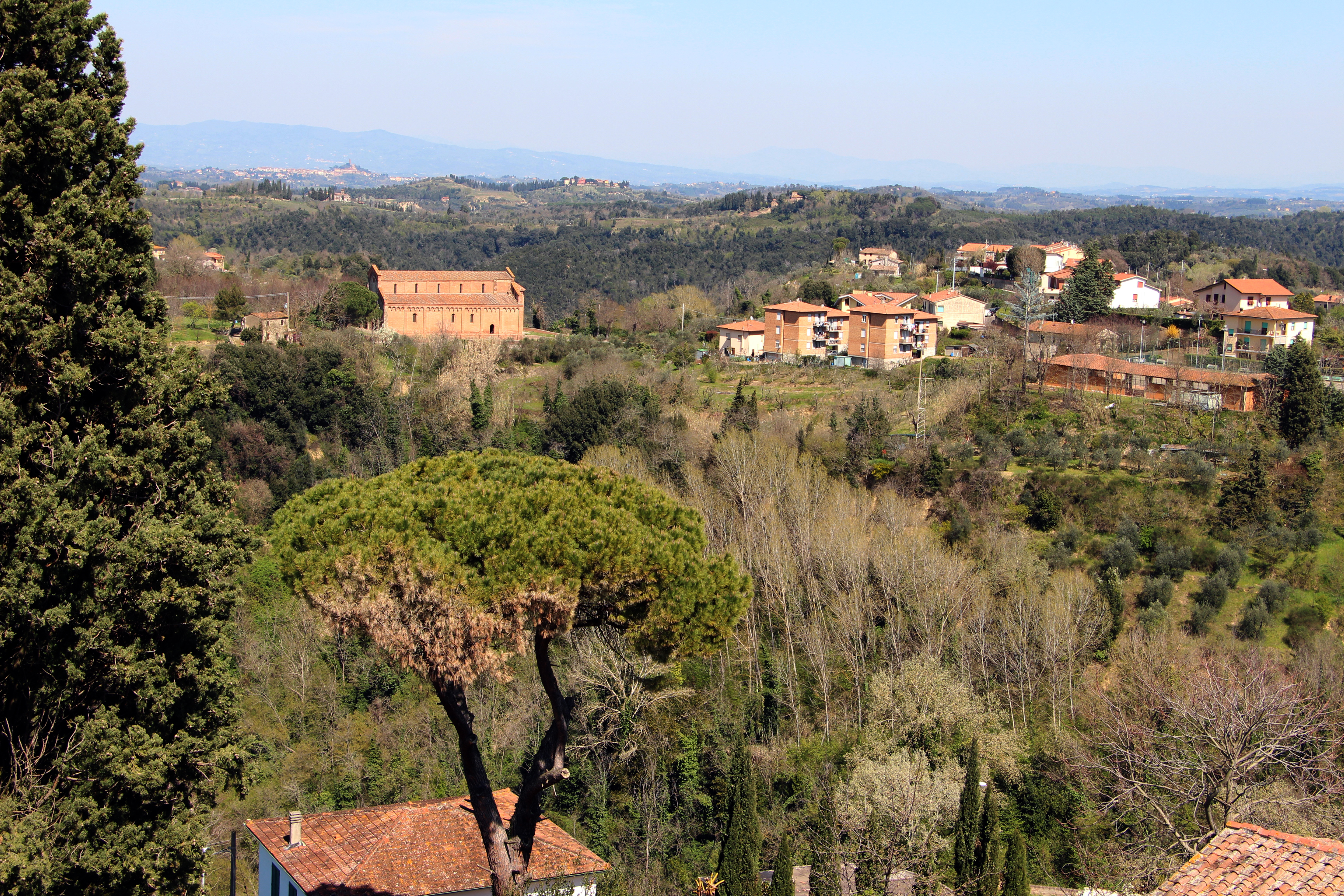
Vue depuis la forteresse de Palaia

Le Valdera est un val italien de la province de Pise, le long de l'Era, en Toscane. Ce val est constitué des communes suivantes : 
- Ponsacco
- Lari
- Peccioli
- Palaia
- Casciana Terme
- Chianni
- Lajatico
- Capannoli
- Terricciola
- Crespina

Par convention appartiennent aussi au Valdera, les villes du Valdarno inférieur et de la plaine de Lucques :
- Pontedera (sa ville centrale)
- Bientina
- Calcinaia
- Buti
- Santa Maria a Monte

En 2015, la zone de la Valdera comptait 57.189 habitants sur une superficie de 624,17 km2 et une densité de 624,17 km2. 

## Histoire
La région est désignée « Delle Colline e Valdera » depuis le XVe siècle, quand la République de Florence a fondé le vicariat de Lari, en référence aux collines de Lari, cette région qui, en tant que dernier morceau de terre lucquoise, se situe entre la Val di Cascina, la Val di Tora et le Zannone. Historiquement, Lari et son château des Vicaire étaient le chef-lieu administratif de la Valdera jusqu'au début du XIXe siècle.
Le XXe siècle a été marqué par l'importance économique et administrative croissante de Pontedera, ville qui attire la population de la Valdera et d'une grande partie des collines de Lari pour ses services administratifs, scolaires, sanitaires et industriels. Dans cette optique, la « Valdera » a progressivement élargi son champ d'action. La Valdera d'aujourd'hui est assez proche de celle du Moyen Âge, quand le clan des Cadolingi avait plusieurs localités entre Bientina et les collines de Lari, formant ce que l'on pourrait appeler la « Cadolingia » (avec un « centre directeur » à Travalda entre Ponsacco et Pontedera).
Dans les années 50, l'objectif du Mouvement Communauté était de promouvoir des concepts tels que l'autonomie, la responsabilité, l'auto-gouvernance, le fédéralisme et la démocratie responsabilisante qui avaient déjà été testés dans cette région. 
L'année 2008 a marqué une reconnaissance « politique » pour la Valdera, à la suite de la fondation de l'Union des communes par les neuf municipalités de la région.

## Source de la traduction
- (it) Cet article est partiellement ou en totalité issu de l’article de Wikipédia en italien intitulé « Valdera » (voir la liste des auteurs).